# Парк Челюскинцев (Минск)
Парк культуры и отдыха имени Челюскинцев — парк культуры и отдыха в Минске, строился с 1928 по 1932 год.

## История
Открыт в мае 1932 года как центральный парк культуры и отдыха. Имя челюскинцев присвоено в 1934 году в честь участников экспедиции на пароходе «Челюскин».
Ранее на месте парка располагался лесной массив, называемый «Комаровский лес», поэтому изначально встречалось название «Комаровский парк». Согласно книге воспоминаний белорусского писателя Франтишка Олехновича «В когтях ГПУ», в Комаровском лесу проходили расстрелы заключённых Минской тюрьмы НКВД.
В 1920-х и 1930-х годах являлся местом сталинских репрессий.
Парк занимает 78 гектаров (56 га при создании). В парке расположены аттракционы, летняя эстрада, танцевальная площадка, картодром.
В 1952 году был открыт летний кинотеатр «Радуга». Был снесён во время реконструкции парка в начале 1990-х годов. В своё время за «Радугу» архитектор Георгий Сысоев получил премию на Всесоюзном смотре творческих произведений молодых авторов.
В 1974 году была произведена реконструкция и замена аттракционов, в том числе появились первые в тогда ещё БССР Американские горки («Супер-8»), а также упомянутые в песне группы «Леприконсы» «Хали-гали» и «Паратрупер». На сегодняшний день эти аттракционы уже демонтированы, и их место заняли более современные.

### Фотографии парка

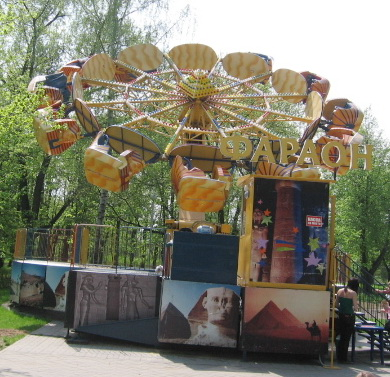
Аттракцион «Фараон»
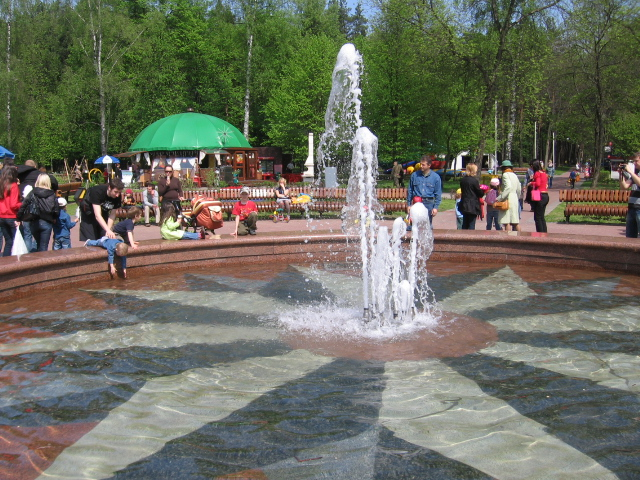
Фонтан
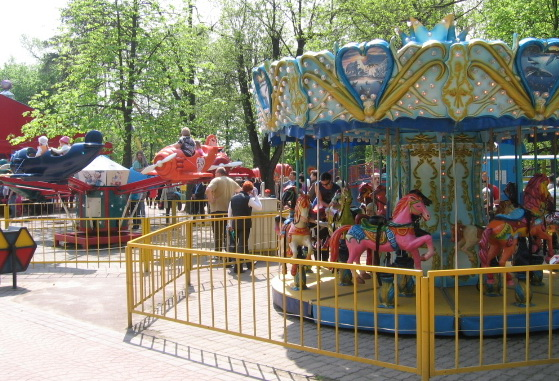
Детские карусели
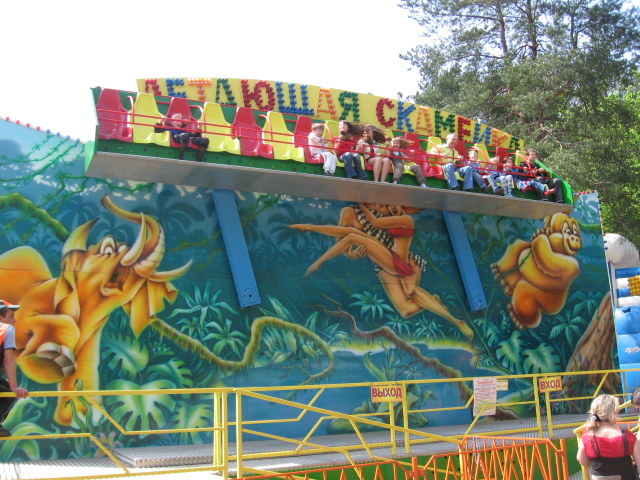
Аттракцион «Летающая скамейка»
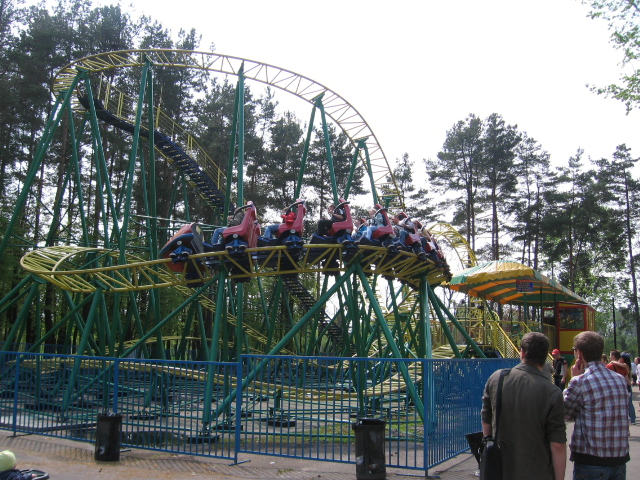
Аттракцион «Американские горки»

## Современность
В 2009 году на смену отслужившему 35-лет «Супер-8» пришёл новый аттракцион, названный «Катальная гора». Аттракцион состоит из 9 мини-вагонов, которые вмещают 18 человек. Максимальная высота подъёма — 14 м, протяжённость — 300 м, а по ходу следования есть элемент мертвой петли диаметром 7 м.
В северо-восточной части парка находится братская могила воинов Советской Армии, подпольщиков и мирных жителей, уничтоженных немецко-фашистскими захватчиками в 1941—1944 гг. В 1955 году установлены надгробия на могилах и памятник.
Непосредственно к парку примыкают Детская железная дорога и Ботанический сад. Также рядом с парком расположена станция метро «Парк Челюскинцев».
В июле 2009 года по инициативе местной администрации на территории парка запрещены продажа и распитие алкогольных напитков (в том числе пива) и табакокурение.